# Liste der Universitäten in Massachusetts
Liste von Universitäten und Colleges im US-Bundesstaat Massachusetts:

## Staatliche Hochschulen
- Bridgewater State College
- Fitchburg State College
- Framingham State College
- Massachusetts College of Art and Design
- Massachusetts College of Liberal Arts
- Massachusetts Maritime Academy
- Salem State College
- University of Massachusetts
  - University of Massachusetts Amherst
  - University of Massachusetts Boston
  - University of Massachusetts Dartmouth
  - University of Massachusetts Lowell
  - University of Massachusetts Medical School
- Westfield State College
- Worcester State College

## Private Hochschulen
- American International College
- Amherst College
- Anna Maria College
- Assumption College
- Atlantic Union College
- Babson College
- Bay Path College
- Becker College
- Bentley University
- Berklee College of Music
- Boston College
- Boston Conservatory at Berklee
- Boston Graduate School of Psychoanalysis
- Boston University
- Brandeis University
- Clark University
- College of the Holy Cross
- Curry College
- Eastern Nazarene College
- Elms College
- Emerson College
- Emmanuel College
- Endicott College
- Franklin W. Olin College of Engineering
- Gordon College
- Gordon-Conwell Theological Seminary
- Hampshire College
- Harvard University
- Hebrew College
- Lasell College
- Lesley University
- Massachusetts College of Pharmacy and Health Sciences
- Massachusetts Institute of Technology
- Massachusetts School of Professional Psychology
- Massachusetts School of Law
- Merrimack College
- Montserrat College of Art
- Mount Holyoke College
- Mount Ida College
- Mount Wachusett Community College
- New England College of Optometry
- New England Conservatory of Music
- New England School of Law
- Newbury College
- Nichols College
- Northeastern University
- Pine Manor College
- Radcliffe College
- Regis College
- School of the Museum of Fine Arts
- Simmons College
- Simon’s Rock College
- Smith College
- Springfield College
- Stonehill College
- Suffolk University
- The Art Institute of Boston
- Tufts University
- Wellesley College
- Wentworth Institute of Technology
- Western New England College
- Wheaton College
- Wheelock College
- Williams College
- Woods Hole Oceanographic Institution
- Worcester Polytechnic Institute